# Перм'яковка
Перм'яко́вка (рос. Пермяковка) — присілок у складі Юргамиського району Курганської області, Росія. Входить до складу Юргамиської селищної ради.
Населення — 100 осіб (2010, 144 у 2002).